# Miločaj
Miločaj (cyr. Милочај) – wieś w Serbii, w okręgu raskim, w mieście Kraljevo. W 2011 roku liczyła 1019 mieszkańców.